# 竹子腳 (臺南市新化區)
竹子腳，原寫為竹仔腳，是臺灣臺南市新化區的一個傳統地域名稱，位於該區西部偏南。相較於今日行政區，其範圍大致包括全興里不含西北端及東北端及東部邊界地帶及南部邊界地帶東側及西南部邊界地帶中段、崙頂里西北端。
本地區境內主要聚落為竹仔腳、三舍甲。

## 歷史
台灣日治初期，竹子腳地區為一街庄，稱為「竹仔腳庄」（舊制街庄），隸屬於廣儲東里。該庄昔日北與洋仔庄為鄰，東與知母義庄為鄰，南邊為頂山腳庄、崙仔頂庄，西邊為西勢庄。
1901年（日治明治三十四年）11月11日，全台廢縣廳改設二十廳，該庄隸屬於臺南廳。1904年（明治三十七年）3月31日，該庄編入「廣儲區」，隸屬於臺南廳。1909年（明治四十二年）10月25日，全台合併二十廳為十二廳，廣儲區仍隸屬於臺南廳。1920年（大正九年）10月1日，全台地方制度大改正，廢十二廳改設五州二廳，該庄改制並雅化為「竹子腳」大字，隸屬於臺南州新化郡新化街（新制街庄）。
戰後新化街改制為新化鎮，隸屬於臺南縣，大字亦改制為里。1950年（民國39年）10月25日，雲、嘉、南分治，新化鎮仍隸屬於臺南縣。2010年（民國99年）12月25日，臺南縣、市合併為直轄臺南市，新化鎮改制為新化區。

## 聚落
本地區發展較早的聚落為竹仔腳、三舍甲，在日治初期的官方地圖上已有記載。

## 交通
省道台39線又稱「高鐵橋下道路臺南段」，是新市（實際起點在洋子）至阿蓮的幹道，經過本地區西部。由該道路北行可前往洋子地區西部，並止於省道台20線路口； 南行可前往永康區東端、歸仁區、高雄市阿蓮區，並止於崙子頂地區的省道台28線路口。
市道180甲線是大灣至新化的道路，經過本地區竹子腳聚落。由該道路西南行可前往永康區南部，並止於大灣地區的市道180號路口；東北行可前往新化市區西部邊界外緣，並止於中山路路口。
區道南170線是竹仔腳至知義的道路，經過本地區竹仔腳聚落西南側及三舍甲聚落東北側。